# Mikael Roupé
Hans Mikael Roupé, född 24 februari 1964 i Stockholm, är en svensk röstskådespelare, dialogregissör och musiker. Roupé har medverkat i såväl reklamfilmer som i olika tecknade serier och filmer. Han har bland annat gjort rösten till Mojo JoJo i Powerpuffpinglorna, till Dubbel-D i Ed, Edd & Eddy, Scooby Doos kusin Scooby Dum i Scooby-Doo, Lex Luthor i Justice League och Barney Granit i  150 avsnitt av Familjen Flinta.

## Karriär
Roupé har lagt röst på reklamfilmer för bland annat Jysk, Kvik, Ben's Original, Bet24, Bosch, Gillette, Riesen, Otrivin Comp, Colgate, Coca-Cola, LG Electronics, Max Factor, Mazda, Kellogg's, samt var den som pratade mellan programmen på Discovery Channel.
Hans röst kan även höras i högtalarna på Öresundståg samt på Scandlines färjor mellan Danmark och Sverige.
I filmen Space Jam gör Roupé flera av Looney Tunes-rösterna, bland annat huvudrollsinnehavaren Snurre Sprätt.
Roupé har även regisserat den svenska dubbningen av filmer som Toy Story, Anastasia, Antz, Ett småkryps liv, Järnjätten, Toy Story 2, Stuart Little, Harry Potter och de vises sten, Harry Potter och Hemligheternas kammare, Harry Potter och fången från Azkaban, Oliver Twist, Den magiska leksaksaffären, Planet 51, med flera.
Han arbetar sedan 2005 som frilansande röstskådespelare och dialogregissör med sitt eget företag Scandvoice AB, tidigare arbetade han på Sun Studio AB som han startade i Filmstaden i Solna kommun 1999. 
Mikael Roupé är sedan 1984 medlem i det danska bandet Bamboo Brothers, där han är sångare och låtskrivare. År 2010 släppte bandet sitt senaste album Moments.

## Filmografi i urval
- 1995 – Toy Story (dialogregi)
- 1996 – Space Jam (dialogregi och röst)
- 1996 – Dexters laboratorium (TV-serie) (andra röster)
- 1997 – Anastasia (dialogregi)
- 1998 – Antz (dialogregi)
- 1999 – Järnjätten (dialogregi)
- 1999 – Toy Story 2 (dialogregi)
- 1999 – Stuart Little (dialogregi)
- 2000 – Titan A.E. (dialogregi)
- 2000 – Josef: Drömmarnas Konung (röst till Jakob)
- 2001 – Harry Potter och de vises sten (dialogregi)
- 2002 – Harry Potter och Hemligheternas kammare (dialogregi)
- 2003 – Looney Tunes: Back in Action
- 2003 – Katten  (dialogregi)
- 2003 – Bionicle: Ljusets mask (röst till Makuta)
- 2004 – Harry Potter och fången från Azkaban (dialogregi)
- 2004 – Bionicle 2: Legenderna från Metru Nui (röst till Makuta)
- 2005 – Zuper-Zebran (dialogregi)
- 2005 – Oliver Twist (dialogregi)
- 2007 – TMNT (dialogregi)
- 2008 – Den Magiska Leksaksaffären (dialogregi)
- 2008 – Star Wars: The Clone Wars (dialogregi)
- 2009 – Planet 51 (dialogregi)
- 2009 – Det regnar köttbullar (röst till Earl)
- 2010 – Varning För Vilda Djur (dialogregi)
- 2010 – Toy Story 3
- 2010 – Legenden om ugglornas rike (dialogregi)
- 2010 – Megamind (dialogregi)
- 2012 – Spegel, spegel (dialogregi och röst)
- 2013 – Det regnar köttbullar 2 (röst till Earl)
- 2019 – Toy Story 4